# Autoritatea Națională pentru Protecția Familiei și a Drepturilor Copilului
Autoritatea Națională pentru Protecția Familiei și a Drepturilor Copilului (ANPFDC) este un organ de specialitate al administrației publice centrale din România, cu personalitate juridică, aflat în subordinea Ministerului Muncii, Familiei și Protecției Sociale.
A fost înființată la data de 26 noiembrie 2009, prin preluarea atribuțiilor următoarelor instituții: 
Autoritatea Națională pentru Protecția Drepturilor Copilului (ANPDC),
Agenția Națională pentru Protecția Familiei (ANPF),
Centrul Pilot de Asistență și Protecție a Victimelor Violenței în Familie și
Centrul de Informare și Consultanță pentru Familie, care au fost desființate.
În august 2009, ANPDC era condusă de doi demnitari și avea prevăzute 81 de posturi, iar ANPF avea un președinte și 40 de posturi.

## Organizațiile implicate în protecția copiilor
- DGASPC - Direcția Generală de Asistență Socială și Protecția Copilului
- ANPDC - Autoritatea Națională pentru Protecția Drepturilor Copilului
- SCC - Structurile comunitare consultative
- SPAS - Serviciile publice de asistență socială
- Autoritatea tutelară